# Francis Vernon
Francis Vernon (geboren um 1637 in London; gestorben Anfang 1677 nahe Isfahan) war ein englischer Autor und Forschungsreisender. Nach seiner Ausbildung in Oxford trat er aufgrund seiner Reiseerfahrungen für einige Jahre als Botschaftssekretär in den diplomatischen Dienst. Während dieser Zeit fungierte er als Verbindungsmann für die Gelehrten Englands und Frankreichs, wofür er zum Mitglied der Royal Society gewählt wurde. Im Jahr 1674 trat er seine letzte Reise an. Sie führte von Venedig über Griechenland nach Konstantinopel und weiter bis nach Persien, wo er 1677 nahe Isfahan ermordet wurde. Sein bereits 1676 publizierter Brief über seine Forschungen in Griechenland war der erste, wenn auch knappe Bericht, der unter wissenschaftlichen Gesichtspunkten wichtige Informationen über die Altertümer Griechenlands der gelehrten Welt Europas bekannt machte.

## Jugend und Ausbildung
Francis Vernon stammte als Sohn von Francis Vernon und Anne Welby, der Tochter eines Goldschmieds, aus einer wohlhabenden Familie. Er war der ältere Bruder von James Vernon (1646–1727), der unter William III. Secretary of State beider Departments war. Seine Schulausbildung erhielt Francis Vernon ab 1649 an der Westminster School. Am 10. November 1654 immatrikulierte er sich am Christ Church College der Universität Oxford. Er studierte vor allem die neuen Wissenschaften, insbesondere bei dem Mathematiker und Astronomen Seth Ward, Gründer der Royal Society und erstem Vertreter des Kopernikanischen Systems in Oxford. Im Jahr 1657 erlangte er den Grad eines B.A., am 17. Juli 1660 wurde ihm der Grad eines Magister artium verliehen.

## Erste Reisen
Bereits vor Abschluss seines Studiums zeigte sich ein Charakterzug, der sein Leben bestimmte. Ein Zeitgenosse nannte es „ein unstillbares Verlangen zu sehen“, das ihn zu einem fast rastlosen Reisenden machte. Zu den Ländern, die er bereits vor einer ersten Anstellung bereiste, zählten Deutschland, Polen, die Niederlande, Frankreich, Italien und Spanien. Um die Mitte der 1660er Jahre gelangte er bei einer dieser Reisen im Mittelmeer in die Hände von Piraten. Er verbrachte einige Zeit als deren Gefangener, bevor er nach Zahlung eines Lösegeldes zu Beginn des Jahres 1667 wieder frei kam. Im März des Jahres schrieb er von Rom aus einen Brief an seine Mutter, in dem er die Stadt beschrieb.

## Diplomatischer Dienst
Im Anschluss scheint er nach Oxford zurückgekehrt zu sein. Im Jahr 1668 wurde er aufgrund seiner Reiseerfahrungen zum Begleiter von Charles Howard, 1. Earl of Carlisle, bestimmt, wofür die notwendige Befreiung bei der Universität Oxford eingeholt werden musste. Der Earl of Carlisle ging als außerordentlicher Botschafter nach Schweden. Im Jahr 1669 wurde Vernon Botschaftssekretär seines Schulfreundes Ralph Montagu (1712–1790), des späteren Duke of Montagu, an der Botschaft in Paris. Dort blieb er bis zum Anfang des Jahres 1672. Während dieser Zeit diente Francis Vernon als zentraler Wissenschaftsvermittler zwischen England und Frankreich.
Bald nach Ankunft in Paris knüpfte er zahlreiche Kontakte, unter anderem zu dem niederländischen Astronomen, Mathematiker und Physiker Christiaan Huygens, zu dem er bald ein freundschaftliches Verhältnis pflegte. Weitere Gelehrte, mit denen er verkehrte, waren die Mathematiker und Astronomen Jean Picard, Giovanni Domenico Cassini, Henri Justel (1620–1693), aber auch mit Historikern wie dem Begründer der Historischen Hilfswissenschaften, Jean Mabillon, und Luc d’Achery tauschte er sich aus. Auf englischer Seite waren seine Korrespondenzpartner beispielsweise der englische Orientalist Edward Pococke sowie die Mathematiker John Collins und James Gregory. An Collins vermittelte Vernon unter anderem eine Ausgabe des Traité de la Mécanique und den dritten Band der „Briefe“ von René Descartes sowie Blaise Pascals Traité du triangle arithmétique über das Pascalsche Dreieck und die Binomialkoeffizienten. Gregory erhielt Pierre de Fermats Beobachtungen zu Diophantos. Ausgedehnt ist Vernons Korrespondenz mit Henry Oldenburg, der zentralen Person im englischen Wissenschaftsbetriebs dieser Zeit.
Zugleich kam er in diesen Jahren den Pflichten eines Botschaftssekretärs nach. In der Regel mittwochs und samstags schrieb er seine Berichte an Sir Joseph Williamson vom Büro des Secretary of State. Diesen offiziellen Teil seiner Aufgabe scheint er nicht ganz zur Zufriedenheit seiner Vorgesetzten erfüllt zu haben, da er seine über 275 erhaltenen Berichte mit allerlei Klatsch und Neuigkeiten aus dem Kulturleben Frankreichs unter dem Sonnenkönig Ludwig XIV. garnierte. Mit dem Ende der Botschaftstätigkeit seines Freunde Montagu schied auch Vernon im Jahr 1672 auf eigenen Wunsch aus dem diplomatischen Dienst aus.

## Letzte Reise
Zurück in England widmete er sich nun wieder rein der Wissenschaft. Er wurde zum Mitglied der Royal Society und nahm aktiv an deren Wirken teil. Bereits 1674 ergriff ihn erneut der Drang zu Reisen. Sein Ziel war diesmal die Levante. Ende des Jahres begab er sich nach Venedig, wo er auf drei weitere Reisende traf: die Engländer Sir Giles Eastcourt und George Wheler sowie den französischen Arzt und Antiquar Jacob Spon. Zu dieser Zeit war von George Guillet de Saint-George ein neues Werk über Athen erschienen: Athènes ancienne et nouvelle. Dem Buch lag zwar keine eigene Anschauung oder Kenntnis Athens zugrunde, es umfasste vielmehr Berichte eines fiktiven Bruders des Verfassers namens de la Guilletière, doch war ihm großer Erfolg beschieden, und es erreichte innerhalb weniger Jahre vier Auflagen. Man beschloss, dieses neue Werk einer kritischen Überprüfung vor Ort zu unterziehen.
Am 20. Juni 1675 schiffte sich die Gruppe in Venedig nach Dalmatien ein. Man nutzte die Gelegenheit, die Fahrt auf der Galeere Il Hercule in cunea anzutreten, einem von zwei Schiffen, die Giovanni Morosini als neuen Bailò nach Konstantinopel bringen sollten. In Zante trennte sich die Reisegruppe. Während Spon und Wheler nach Konstantinopel segelten, reisten Vernon und Eastcourt, das Buch Guillets in der Tasche, zu Lande direkt nach Athen weiter. Im August 1675 erreichten sie die Stadt. Vernon vermaß unter anderem den Parthenon vor seiner 1687 erfolgenden Zerstörung und hinterließ wie viele andere Reisenden seine Initialen am Hephaisteion. Von Athen begaben sich Vernon und Eastcourt nach Delphi. Doch erkrankte Eastcourt auf dem Weg dorthin schwer und starb in Vitrinitsa. Vernon gelangte im September nach Delphi. Er war damit der erste Reisende der Neuzeit, der seit Cyriacus von Ancona im Jahr 1436 Delphi besucht und identifiziert hatte, obwohl dies zumeist Spon und Wheler zuerkannt wird.
Im Oktober verließ Vernon Griechenland, nachdem er unter anderem auch Theben, Korinth, Sparta untersucht, am Alpheios nach dem Stadion von Olympia gesucht und den Helikon erstiegen hatte. Aufgrund seines astronomischen Wissens war es ihm möglich, für eine Reihe antiker Orte erstmals ihre Breitengrade zu bestimmen. Er schiffte sich nach Konstantinopel ein, wurde in der Ägäis jedoch abermals von Piraten überfallen und gegen eine Lösegeldzahlung freigelassen. In Smyrna angekommen, warnte Vernon in einem Brief an die Royal Society die gelehrte Welt vor den Fiktionen Guillet de Saint-Georges und berichtete vorab über seine Forschungen in Griechenland. Unbeirrt setzte er von Konstantinopel aus seine Reise fort, die ihn auf dem Landweg über Armenien nach Persien führte.
Anfang des Jahres 1677 geriet er während einer Rast in der Nähe von Isfahan in Streit mit Arabern um sein Federmesser. In dem sich ergebenden Handgemenge wurde er getötet und zwei Tage später in Isfahan bestattet. Im Juni 1677 erreichte die Nachricht von seinem Tod England. Seine Reisetagebücher, die neben kurzen Notizen zahlreiche Abschriften von antiken Inschriften enthielten, gelangten nach England und werden im Archiv der Royal Society aufbewahrt. Der von Vernon an die Royal Society geschickte Bericht über Athen wurde 1679 noch einmal von Jacob Spon im Rahmen seines Disputes mit George Guillet in einer französischen Übersetzung publiziert.